# Lethe europa
Lethe europa is een vlinder uit de onderfamilie Satyrinae van de familie Nymphalidae. De wetenschappelijke naam van de soort is voor het eerst geldig gepubliceerd in 1775 door Johann Christian Fabricius.

## Kenmerken
De spanwijdte van deze grote, bruingekleurde vlinders bedraagt ongeveer 6,5 tot 7,5 cm. Aan de onderzijde van de achtervleugels bevinden zich enkele grote oogvlekken. Bij het vrouwtje loopt een brede witte streep dwars over de voorvleugels.

## Verspreiding en leefgebied
Deze vlindersoort komt voor van India en Pakistan tot China en Taiwan in noordelijk Azië en de Filipijnen en Indonesië in zuidelijk Azië.

## Waardplanten
De waardplant is bamboe uit de grassenfamilie (Gramineae).